# Karl Kißling
Karl Kißling (auch Kissling; * 14. März 1875 in Donaueschingen; † 8. September 1953 in Baden-Baden) war ein deutscher Internist.

## Leben
Kißling studierte Medizin an der Albert-Ludwigs-Universität Freiburg und der Eberhard-Karls-Universität Tübingen. Seit 1895 war er Mitglied des Corps Rhenania Freiburg. 1899 wurde er in Tübingen zum Dr. med.  promoviert. Die  fachärztliche Ausbildung durchlief er in Wien und im Universitätsklinikum Hamburg-Eppendorf. Seine Hamburger Lehrer waren Eugen Fraenkel, Hermann Kümmell und Hermann Lenhartz. 1912 wurde er Chefarzt einer medizinischen Abteilung. Zu seinen Hamburger Freunden gehörte Carl Vering. Im  Ersten Weltkrieg als Sanitätsoffizier eingezogen, diente Kißling in  Sanitätskompanien an der Kriegsfront und in Feldlazaretten. Mit beiden  Eisernen Kreuzen ausgezeichnet, wurde er gegen Ende des Krieges an das Offizierlazarett in Heidelberg beordert. Als Franz Volhard von Mannheim auf den  Hallenser Lehrstuhl berufen wurde, trug man Kißling die  chefärztliche Leitung der I. Medizinischen Abteilung im Städtischen Krankenhaus Mannheim an. Obwohl es ihn eigentlich zurück nach Hamburg zog, ließ er sich 1919 auf die Mannheimer Herausforderung ein. Bei der kriegsbedingten Nachwuchsnot seines Corps ließ er sich zugleich als Corpsbursche reaktivieren. Als Ärztlicher Direktor betrieb er die Vollendung des im Krieg begonnenen Neubaus der Städtischen Krankenanstalten. 1923 wurde es als eines von Deutschlands größten und schönsten Krankenhäusern eröffnet. In seinen kilometerlangen Kellergängen veranstalteten Kißlings Corpsbrüder nach Kasinofesten Rad- und Motorradrennen.
Die Ruprecht-Karls-Universität Heidelberg ernannte ihn 1929 zum  o. Honorarprofessor. 1939 pensioniert, wollte sich Kißling nach Wiesbaden, in die Nähe eines in Bad Schwalbach lebenden Freundes, zurückziehen; nach Beginn des  Zweiten Weltkriegs wurde er aber zur Wehrmacht eingezogen und als Chefarzt einer Lazarettabteilung in „seinem“ Krankenhaus eingesetzt. Nach kurzer Beurlaubung aus gesundheitlichen Gründen wurde er 1941 beratender Internist beim Korpsarzt des  Wehrkreises XII.
Nachdem er bei den  Luftangriffen auf Mannheim allen Besitz verloren hatte, fand er nach der  Kapitulation der Wehrmacht Zuflucht im Bühlertal. Trotz engster Verhältnisse und wirtschaftlicher Schwierigkeiten betreute er – ausgerüstet nur mit einem Stethoskop – die einheimische Bevölkerung. Als er an einem Malignom gestorben war, ehrte ihn das Mannheimer Krankenhaus mit einer übervollen Trauerfeier am 2. Dezember 1953.